# Nevado Pan de Azúcar
El Pico Nevado Pan de Azúcar es una montaña cubierta de nieve que se encuentra dentro de la Sierra Nevada del Cocuy, parte de la Cordillera Oriental. Está situada en los municipios de Chita y Güicán el departamento colombiano de Boyacá.
La montaña tiene 5150 metros de altura y está rodeado por la Laguna Grande de la Sierra.
El Nevado Pan de Azúcar es una de las montañas más visitadas del parque nacional natural El Cocuy debido a la relativamente fácil accesibilidad y las condiciones de escalada. A lo largo del glaciar es una formación de roca (El Púlpito del Diablo) de unos 80 metros de altura, donde en diferentes niveles puede ser escalado. El ascenso del Pan de Azúcar tiene dos rutas. El mejor momento para subir es de diciembre a febrero.
Desde la cumbre, es posible observar la pared oriental del Ritakuwa Negro en el extremo norte de la Sierra Nevada, La Laguna Grande de La Sierra y el circo montañoso que la rodea con picos como el Cóncavo, Concavito, Portales y Toti. Intentar llegar a la cumbre de la montaña puede hacerse en tres días siempre y cuando, se cuente con un buen estado físico.

## Pérdida de masa glaciar
Desde el año 2016 la Sierra Nevada el Cocuy empezó a evidenciar un descongelamiento considerable en cada uno de sus picos, específicamente, en el Pico Nevado Pan de Azúcar según estudios proporcionados por el IDEAM la pérdida de masa ha sido de aproximadamente 50 metros (m) por año.
El reciente cierre del Parque nacional natural el Cocuy en 2024, su principal razón fue por la afectación del cambio climático y el turismo a la reserva natural del país. Precisamente la comunidad indigena U'wa solicitó el cierre temporal del parque, con el argumento de que el ecoturismo viola normas y afecta su santuario espiritual.

## Rutas de ascenso turísticas

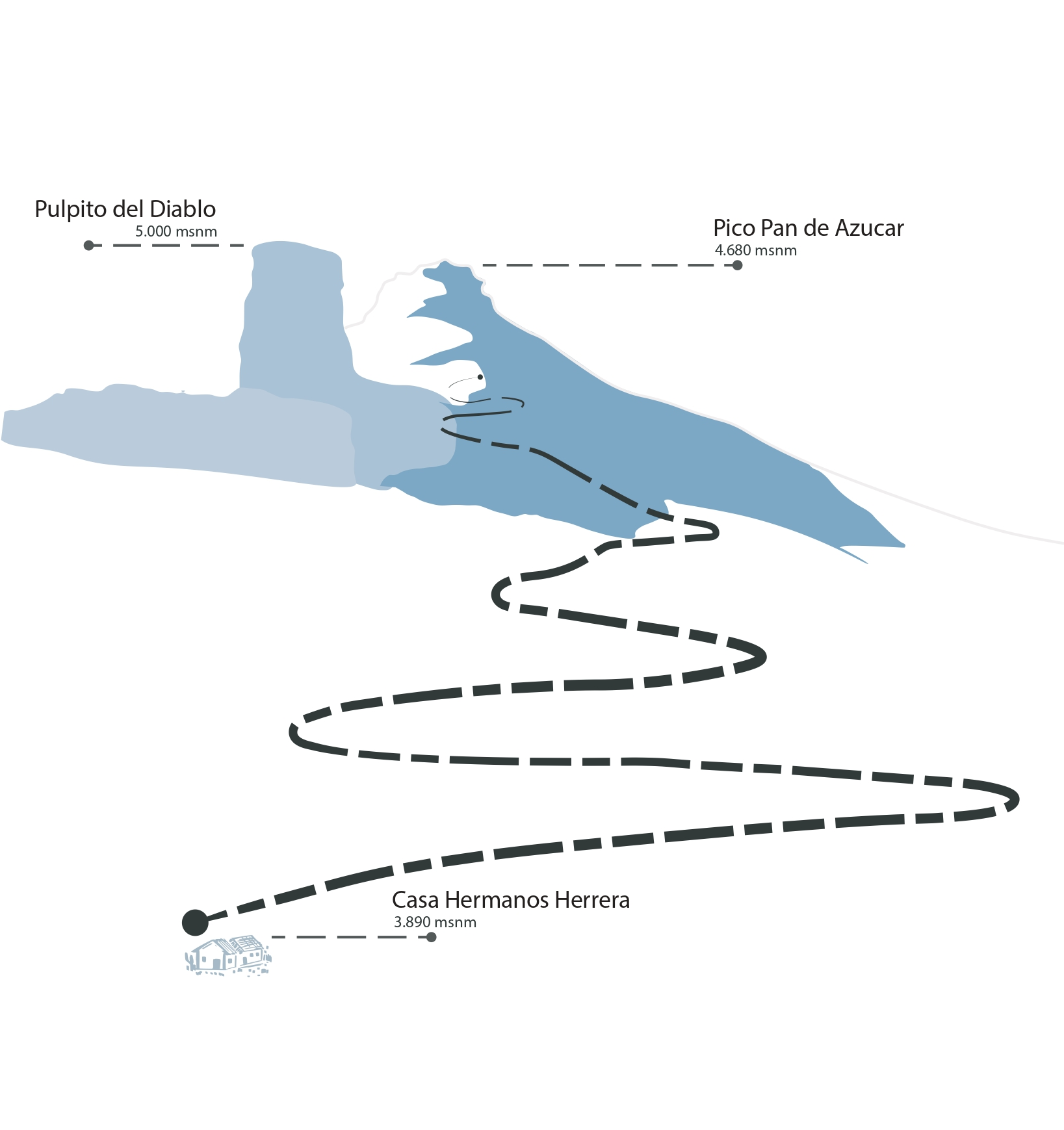
Ilustración iconográfica de la magnitud de alturas en el primer sendero.

En la zona sur del Parque nacional el Cocuy, Güicán y Chita existen dos senderos dispuestos.
El primero de los senderos de ascenso empieza desde la Casa Hermanos Herrera, la cual se extiende a lo largo del "Sector las lagunillas" para finalizar en el "Refugio Parques".
Desde allí, junto a la laguna "La pintada" se puede observar ya el Púlpito del diablo y el Nevado Pan de Azúcar. En este punto se asciende por el paso del conejo para finalizar al pie del Púlpito del diablo; la ruta en cuestion tiene una extensión aproximada de 8 kilómetros (km)
El segundo sendero de aproximadamente 7 km lleva hasta el Alto del Cusirí, partiendo también desde la Casa Hermanos Herrera, en el trayecto se encuentran 4 lagunas: "La Pintada, La Cuadrada, La Atravesada y La Parada". Al llegar al paso del Cusirí la ruta continúa hasta la Laguna de la Plaza y allí finaliza el sendero ya que hace parte de una zona de protección indigena. 